# Агирре, Хесус
Хесус Агирре Дельгадо (исп. Jesús Aguirre Delgado, 26 июля 1902, Санта-Барбара, Мексика — 23 апреля 1954, Койоакан, Мексика) — мексиканский легкоатлет, выступавший в толкании ядра, метании диска и молота. Участник летних Олимпийских игр 1924, 1928 и 1932 годов. Серебряный и двукратный бронзовый призёр Игр Центральной Америки 1926 года.

## Биография
Хесус Агирре родился 26 июля 1902 года в мексиканском городке Санта-Барбара.
Выступал в легкоатлетических соревнованиях за «Депортиво» из Монтеррея.
В 1924 году вошёл в состав сборной Мексики на летних Олимпийских играх в Париже. В квалификации толкания ядра занял последнее, 27-е место с результатом 9,47 метра. В метании диска не стартовал.
В 1926 году завоевал три медали на Играх Центральной Америки в Мехико — серебро в толкании ядра, бронзу в метании диска и молота.
В 1928 году вошёл в состав сборной Мексики на летних Олимпийских играх в Амстердаме. В квалификации толкания ядра занял последнее, 22-е место с результатом 11,33 метра. В квалификации метания диска занял предпоследнее, 33-е место с результатом 34,35 метра. В метании молота не стартовал. Был знаменосцем сборной Мексики на церемонии открытия Олимпиады.
В 1932 году вошёл в состав сборной Мексики на летних Олимпийских играх в Амстердаме. В толкании ядра и метании диска не стартовал.
Умер 23 апреля 1954 года в мексиканском городе Койоакан.

## Личные рекорды
- Толкание ядра — 11,99 (1928)[4]
- Метание диска — 35,26 (1928)[4]